# Шмид, Даниэль
Даниэль Шмид (нем. Daniel Schmid; 21 декабря 1941, Флимс, кантон Граубюнден — 6 августа 2006, там же) — швейцарский театральный и кинорежиссёр.

## Биография
Детство Даниэля Шмида прошло в горном отеле, где работали его родители и который он затем запечатлел в фильмах «Сегодня ночью или никогда» и «Мёртвый сезон». Окончил Берлинскую киноакадемию; испытал влияние нового немецкого кино. Некоторое время работал на телевидении. Снял свой первый короткометражный фильм в 1968 году. С начала 1970-х годов поддерживал дружеские отношения с Райнером Вернером Фассбиндером и снял по мотивам его пьесы «Мусор, город и смерть» один из лучших своих фильмов — «Тени ангелов». Среди его работ — постановки опер, документальные фильмы; экранизации — например, «Виоланта» по повести Конрада Фердинанда Мейера «Женщина-судья».
На протяжении 10 лет режиссёр сотрудничал со швейцарским писателем Мартином Сутером, который был сценаристом четырёх его фильмов.

## Стиль
Даниэль Шмид снискал себе репутацию барочного художника. Для его фильмов характерна оперность, изысканность, поэтичность, временами — налёт сюрреализма.

## Актёрские работы
Как актёр Даниэль Шмид снялся в ряде картин, включая фильмы «Американский друг» (реж. Вим Вендерс), «Торговец четырёх времён года» и «Лили Марлен» (оба — реж. Р. В. Фассбиндер).

## Награды
Даниэлю Шмиду был вручен почётный приз «Золотой леопард» на Международном кинофестивале в Локарно (1999).

## Фильмография
- 1970 — Надлежит делать всё в темноте, дабы ваш хозяин меньше тратил на свечи / Thut alles im Finstern, eurem Herrn das Licht zu ersparen (Название фильма позаимствовано из неоконченного памфлета Джонатана Свифта «Указания для прислуги», 1731, изд. 1745)
- 1972 — Сегодня ночью или никогда / Heute nacht oder nie
- 1974 — Голубка / La Paloma
- 1976 — Тени ангелов / Schatten der Engel
- 1977 — Виоланта / Violanta (по рассказу Конрада Фердинанда Мейера «Судья»)
- 1981 — Нотр Дам де ла Круазетт / Notre Dame de la Croisette
- 1982 — Геката / Hécate
- 1984 — Поцелуй Тоски / Der Kuss der Tosca
- 1987 — Йенач / Jenatsch
- 1988 — Вильгельм Телль / Guglielmo Tell
- 1990 — Любители / Les amateurs
- 1992 — Мёртвый сезон / Hors saison
- 1995 — Написанное лицо / Das geschriebene Gesicht
- 1999 — Березина, или Последние дни Швейцарии / Beresina oder Die letzten Tage der Schweiz